# Crestview Hills (Kentucky)
Pour les articles homonymes, voir Crestview Hills.
Crestview Hills est une ville américaine située dans le comté de Kenton, dans le Kentucky. Selon le recensement de 2020, sa population est de 3 246 habitants.